# 頼恵員
頼 恵員（らい けいいん、ライ フイユエン、1961年〈民国50年〉6月5日 - ）は、中華民国（台湾）の政治家。民主進歩党所属の立法委員。

## 経歴
元台南市長である陳唐山の夫人の秘書を歴任した。
2010年の台南市議員選挙で初当選。2014年の選挙でも再選された。2018年の選挙にも再選を目指して出馬したが、落選した。
2019年、翌年の立法委員選挙の台南市第一選挙区の党内予備選挙で葉宜津に勝利し、民進党から正式に指名された。選挙の結果、10万票近くの得票数で初当選した。
2024年の第11回立法委員選挙でも60%以上の得票率で再選された。

## 選挙記録
| 年度 | 選挙                | 選挙区           | 所属政党   | 得票数 | 得票率 | 当選 | 注釈 |
| ---- | ------------------- | ---------------- | ---------- | ------ | ------ | ---- | ---- |
| 2010 | 第1回台南市議員選挙 | 第二選挙区       | 民主進歩党 | 11,947 | 16.82% |      |      |
| 2014 | 第2回台南市議員選挙 | 第二選挙区       | 民主進歩党 | 12,647 | 18.97% |      |      |
| 2018 | 第3回台南市議員選挙 | 第一選挙区       | 民主進歩党 | 11,821 | 11.27% |      |      |
| 2020 | 第10回立法委員選挙  | 台南市第一選挙区 | 民主進歩党 | 99,344 | 55.64% |      |      |
| 2024 | 第11回立法委員選挙  | 台南市第一選挙区 | 民主進歩党 | 96,662 | 60.26% |      |      |